# Hannele

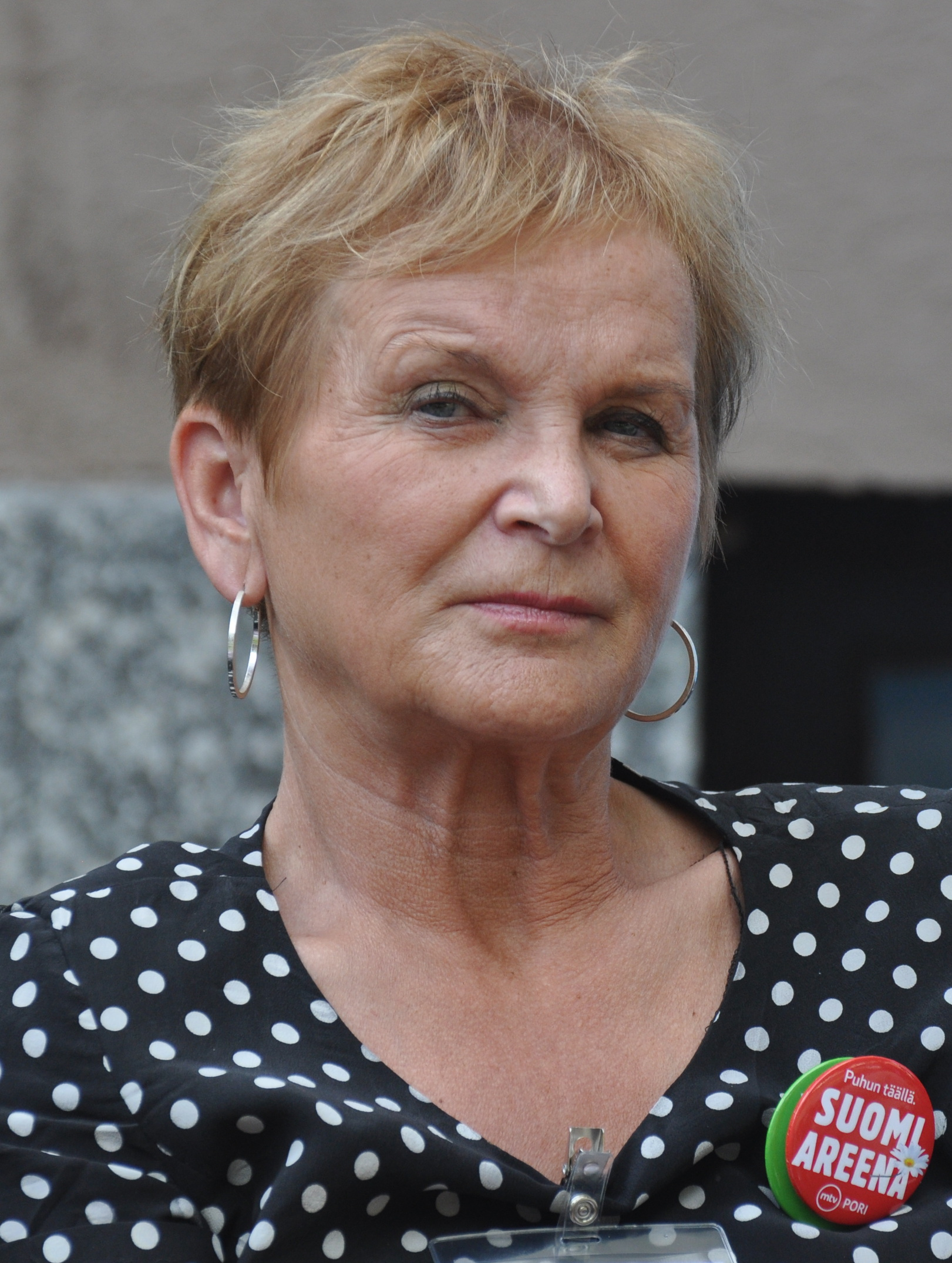
Hannele Pokka, 2014.

Kvinnonamnet Hannele är en tysk diminutivform av Hanna som ursprungligen är ett hebreiskt namn, Channa, med betydelsen nåd eller behag.
Namnet är nära besläktat med Hanne som är ett av Danmarks vanligaste namn. Hannele och Hanneli är vanligare i Finland än i Sverige.[källa behövs]
Den 31 december 2014 fanns det totalt 4 122 kvinnor folkbokförda i Sverige med namnet Hannele, varav 516 bar det som tilltalsnamn.
Namnsdag i Sverige: 5 januari (sedan 1986). I den finlandssvenska namnsdagslängden har Hannele namnsdag 21 juli sedan 1973.

## Personer med namnet Hannele
- Hannele Norrström, svensk barnboksförfattare
- Hannele Pokka, finländsk politiker
- Hannele Yki-Järvinen, finländsk medicinforskare